# Sławomir Mrożek

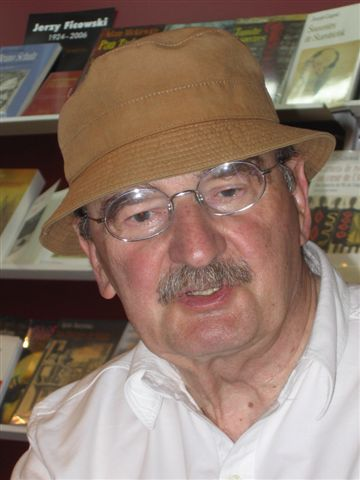
Sławomir Mrożek, 2006

Sławomir Mrożek (* 29. Juni 1930 in Borzęcin bei Krakau; † 15. August 2013 in Nizza, Frankreich) war ein polnischer Schriftsteller und Dramatiker.

## Leben
Mrożek studierte Architektur, Kunstgeschichte und Orientalistik. Noch als 23-Jähriger war er ein strammer Stalinist und Unterzeichner eines Offenen Briefes und eines Zeitungsartikels, in welchen er die Todesurteile gegen drei katholische Priester begrüßte. Erste Erfolge hatte er in Polen durch seine Arbeit als Karikaturist. 1957 erschien sein erstes Buch mit satirischen Erzählungen. 1958 gelang ihm mit seinem dramatischen Sketch Die Polizei der große Durchbruch. Damit hatte Mrożek sein Genre gefunden: Er verlegte sich auf das Schreiben von Bühnenstücken, die in ihrer satirischen Schärfe seinen Cartoons in nichts nachstehen.
Mit den Mitteln des absurden Theaters kritisiert er mit griffigen Pointen das Leben in einer Gesellschaft, das geprägt ist von der Kontrolle durch die Polizei, eine Partei, den Staat und seine Bürokratie. Dem Theater, durch das er Weltruhm erlangte, blieb er treu. Er galt bei den polnischen Kultur-Oberen als einer der Vorzeige-Intellektuellen. Als Reaktion auf die Niederschlagung des Prager Frühlings beantragte er 1968 politisches Asyl in Frankreich, wo er sich auch vorläufig niederließ. Vor seiner Rückkehr nach Polen 1996 verbrachte er noch sechs Jahre in Mexiko. Ab 2008 lebte Mrożek in Südfrankreich.

## Auszeichnungen
- 1962: Kościelski-Preis
- 1970: Österreichischer Staatspreis für Europäische Literatur
- 1987: Franz-Kafka-Preis der Stadt Klosterneuburg
- 2006: Samuel-Bogumil-Linde-Preis

## Werke

### Theaterstücke
- Die Polizei. 1958.
- Das Martyrium des Piotr O Hey. 1959.
- Der Truthahn. 1960.
- Auf hoher See. 1961.
- Karol. 1961.
- Striptease. 1961.
- Der Kynologe im Zwiespalt. 1962.
- Eine wundersame Nacht. 1963.
- Der Hirsch. 1963.
- Der Tod des Oberleutnants. 1963.
- Das Haus auf der Grenze. 1964.
- Tango. 1964.[2]
- Der Schneider. 1966.
- Der Hund. 1966.
- Der Vierer. 1967.
- Die Propheten. 1967.
- Noch mal von vorn. 1968.
- Ein freudiges Ereignis. 1968.
- Watzlaff. 1970.
- Der Schlachthof. 1973.
- Emigranten. 1974.
- Buckel. 1975.
- Fuchs, der Philosoph. 1977.
- Fuchsjagd. 1977.
- Serenade. 1977.
- Fuchs, der Aspirant. 1978.
- Zu Fuß. 1980.
- Der Botschafter. 1982.
- Alpha. 1984.
- Ein Sommertag. 1984.
- Der Vertrag. 1986.
- Das Porträt. 1987.
- Die Witwen. 1992.
- Liebe auf der Krim. 1993.
- Die Ehrwürdigen. Schöne Aussicht. 2000.
- Karneval oder Adams erste Frau. 2011.[3]

### Satirische Erzählungen
- Der klitzekleine Sommer. 1956.
- Der Elefant. 1957.
- Flucht in den Süden. 1961.
- Der Nachtexpress. 1970.

### Sammlungen
- Opowiadania z Trzmielowej Góry. 1953.
- Półpancerze praktyczne. 1953.
- Słoń. 1957.
- Wesele w Atomicach. 1959.
- Deszcz. 1962.
- Dwa listy i inne opowiadania. 1970.
- Opowiadania. 1981.
- Donosy. 1983.
- Śpiąca Królewna.
- Woda.
- Ostatni husarz.
- Zeszyt.

### Autobiographie und Tagebuch
- Balthasar Baltazar - Autobiografia. Mit einem Bildteil und einem Vorwort von Antoni Libera, übersetzt von Marta Kijowska. Diogenes, Zürich 2007, ISBN 978-3-257-06581-7.
- Tagebuch 1962 – 1969. Diogenes, Zürich 2014, ISBN 978-3-257-06893-1.

### Übersetzungen
Die frühen Werke wurden von Ludwig Zimmerer übersetzt, ab Ende der 1960er Jahre dann von Christa Vogel.
- Der Elefant Słoń.. Henssel, Berlin 1960.
- Hochzeit in Atomweiler Wesele w Atomicach. Henssel, Berlin 1961.
- Stücke. 3 Bde. Henssel, Berlin 1963, 1965, 1970.
- Auf hoher See. Der Hirsch. Henssel, Berlin 1963.
- Striptease. Kaiser, München 1963.
- Der Truthahn Indyk. Henssel, Berlin 1968.
- Watzlaff. Ein Spiel in 77 Szenen Vatzlav. Henssel, Berlin 1970.
- Was uns trägt. Henssel, Berlin 1970.
- Emigranten Emigranci. Henssel, Berlin 1975.
- Stücke. Volk und Welt, Berlin 1977.
- Gesammelte Werke. Piper, München / Zürich 1981.
  - Bd. 1: Tango und andere Stücke. 
  - Bd. 2: Die Giraffe und andere Erzählungen.
  - Bd. 3: Amor und andere Stücke.
  - Bd. 4: Der Dicke, der lachte, und andere Erzählungen.
- Das Leben ist schwer Trudne Życie. dtv, München 1985.
- Zabawa. Satire in lustloser Zeit. Suhrkamp, Frankfurt a. M. 1992.

## Verfilmungen
- Das Martyrium des Peter O'Hey Fernsehspiel, 1964, Regie: Peter Lilienthal[4]